# Meeboldia yunnanensis
Meeboldia yunnanensis är en flockblommig växtart som först beskrevs av H.Wolff, och fick sitt nu gällande namn av Lincoln Constance och F.T.Pu. Meeboldia yunnanensis ingår i släktet Meeboldia och familjen flockblommiga växter. Inga underarter finns listade i Catalogue of Life.